# Riccardo Carapellese
Riccardo Carapellese (Cerignola, 1 de juliol de 1922 - Rapallo, 20 d'octubre de 1995) fou un futbolista italià de les dècades de 1940 i 1950.

## Trajectòria
Carapellese començà la seva carrera el 1942-43 a l'Spezia Calcio 1906 de la Serie B i més tard al Como. Debutà a la Serie A amb l'AC Milan, on romangué fins a 1949. La temporada 1949-50, després de la tragèdia del Gran Torino, fou adquirit per aquest club, agafant la capitania que havia deixat Valentino Mazzola. L'any 1952 fou fitxat per la Juventus FC, i una temporada més tard signà pel Genoa CFC. El 1957 retornà a la Serie B amb el Catania on finalitzà la seva carrera. En total jugà 318 partits i marcà 111 gols. Amb la selecció italiana debutà el 1947 enfront Àustria. Disputà el Mundial de 1950.